# Championnat de Pologne féminin de football 2020-2021
Navigation
Édition précédente Édition suivante
Le championnat de Pologne féminin de football 2020-2021 est la 42e édition de la première division de football féminin en Pologne. 
Le championnat commence le 8 août 2020 et se termine le 29 mai 2021, les équipes s'affrontent deux fois (2 fois 11 matchs).
Le Górnik Łęczna est le champion en titre.

## Clubs participants
Les deux clubs promus :
- APLG Gdańsk
- TS ROW Rybnik

Les deux clubs qui se retirent de la compétition :
- Mitech Żywiec
- AZS PWSZ Wałbrzych

Changement de nom : AZS Wrocław conclut un accord avec le Śląsk Wrocław, et devient la section féminine de ce dernier.

## Compétition
| Rang | Équipe                | Pts | J  | G  | N | P  | Bp | Bc | Diff |
| ---- | --------------------- | --- | -- | -- | - | -- | -- | -- | ---- |
| 1    | Czarni Sosnowiec      | 55  | 22 | 18 | 1 | 1  | 78 | 7  | +71  |
| 2    | UKS SMS Łódź          | 54  | 22 | 17 | 3 | 1  | 63 | 12 | +51  |
| 3    | Górnik Łęczna T       | 42  | 22 | 13 | 3 | 4  | 69 | 19 | +50  |
| 4    | Medyk Konin           | 39  | 22 | 12 | 3 | 5  | 51 | 24 | +27  |
| 5    | GKS Katowice          | 33  | 22 | 9  | 6 | 5  | 47 | 32 | +15  |
| 6    | AZS UJ Cracovie       | 30  | 22 | 8  | 6 | 7  | 48 | 34 | +14  |
| 7    | Śląsk Wrocław         | 23  | 22 | 7  | 2 | 8  | 22 | 33 | -11  |
| 8    | Olimpia Szczecin      | 19  | 22 | 5  | 4 | 9  | 21 | 35 | -14  |
| 9    | APLG Gdańsk P         | 16  | 22 | 4  | 4 | 12 | 17 | 45 | -28  |
| 10   | KKP Bydgoszcz         | 12  | 22 | 3  | 3 | 14 | 12 | 45 | -33  |
| 11   | Rolnik Biedrzychowice | 8   | 22 | 2  | 2 | 14 | 9  | 71 | -62  |
| 12   | TS ROW Rybnik P       | 4   | 22 | 1  | 1 | 19 | 14 | 78 | -64  |

| Légende : Qualifications et relégations | Légende : Qualifications et relégations                                  |
| --------------------------------------- | ------------------------------------------------------------------------ |
|                                         | Ligue des champions féminine de l'UEFA 2021-2022 (tour de qualification) |
|                                         | Relégation en 2e division                                                |
|                                         | (T) : Tenant du titre 2019-2020 (P) : Promu en 2019-2020                 |